# Червоночубик
Червоночу́бик (Coryphospingus) — рід горобцеподібних птахів родини саякових (Thraupidae). Представники цього роду мешкають в Південній Америці.

## Види
Виділяють два види:
- Червоночубик сірий (Coryphospingus pileatus)
- Червоночубик вогнистий (Coryphospingus cucullatus)

## Етимологія
Наукова назва роду Coryphospingus походить від сполучення слів дав.-гр. κορυθος — шолом і σπιγγος — в'юрок.